# Ommatius spinalis
Ommatius spinalis är en tvåvingeart som beskrevs av Scarbrough och Marascia 1996. Ommatius spinalis ingår i släktet Ommatius och familjen rovflugor.
Artens utbredningsområde är Kenya. Inga underarter finns listade i Catalogue of Life.